# Bay Psalm Book

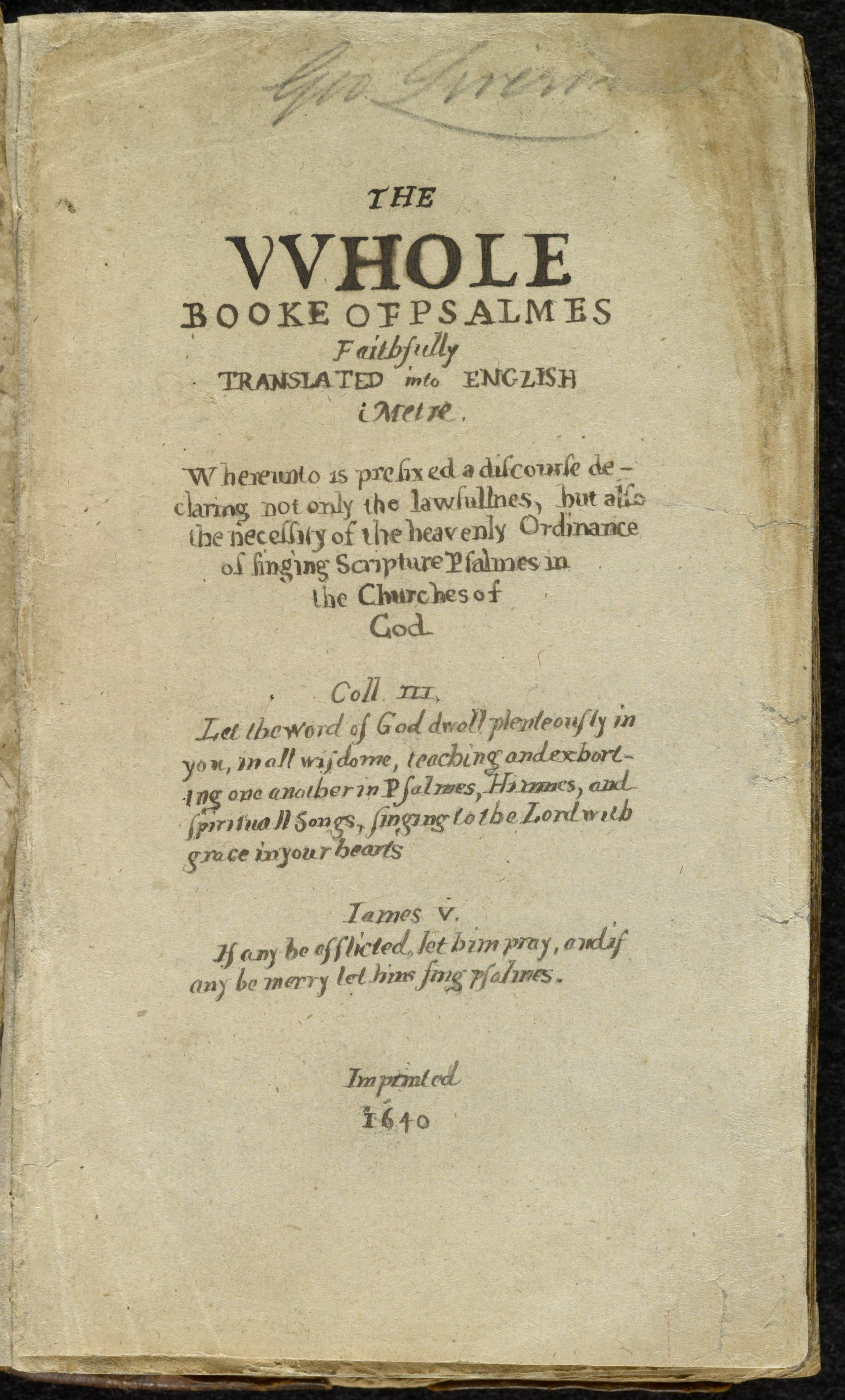
Frontespizio del Bay Psalm Book del 1640; Library of Congress

Il Bay Psalm Book ("Salterio della baia [del Massachusetts]") è il nome con cui è conosciuto The Whole Booke of Psalmes Faithfully Translated into English Metre. Stampato a Cambridge (Massachusetts) nel 1640, fu il primo libro impresso nell'America britannica. Si tratta di un salterio nel quale i salmi sono tradotti nella metrica inglese. Le traduzioni non sono particolarmente accurate e nessuna è rimasta in uso, benché alcune delle intonazioni sulle quali erano cantate siano sopravvissute.
Tuttavia, bisogna considerare che la sua produzione, appena 20 anni dopo l'arrivo dei Padri Pellegrini a Plymouth, rappresentò un'impresa eccezionale. Il libro ebbe diverse edizioni e fu utilizzato per oltre un secolo. Una delle undici copie note superstiti della prima edizione, fu venduta all'asta nel mese di novembre 2013 per 14 165 000 dollari, un vero record per un libro stampato.

## Storia
I primi abitanti della Colonia della Baia del Massachusetts portarono con sé diversi libri di salmi: il Salterio Ainsworth (1612), compilato da Henry Ainsworth per l'uso da parte dei puritani "separatisti" nei Paesi Bassi; il Salterio Ravenscroft (1621) e il Salterio Sternhold e Hopkins (1562, di cui ci sono state diverse edizioni). Evidentemente erano insoddisfatti delle traduzioni dall'ebraico di questi diversi salteri e li volevano più vicini all'originale. Assunsero "trenta dotti e pii Ministri", tra cui Richard Mather, Thomas Mayhew e John Eliot per provvedere ad una nuova traduzione. Le melodie da cantare, per le nuove traduzioni, erano quelle familiari dei salteri esistenti.
La prima stampa fu la terza opera di Stephen Day (a volte scritto Daye) e consisteva di 148 piccole pagine 'in quarto' di foglio, delle quali 12 di prefazione, "The Psalmes in Metre", "Un monito per lettori", e una lunga lista di errata corrige intitolata "errori sfuggiti alla stampa". Come per le successive edizioni, Day stampò il libro che fu messo in vendita dal primo libraio dell'America britannica, Ezechia Usher, il cui negozio a quel tempo era situato a Cambridge. Si stima che la prima edizione fosse costituita da 1 700 copie.
La terza edizione (1651) venne ampiamente rivista da Henry Dunster e Richard Lione. La revisione fu intitolata The Psalms, hymns and spiritual songs of the Vecchio and New Testament, fedelmente tradotto in metro inglese. Questa revisione fu poi la base per tutte le edizioni successive, ed era popolarmente conosciuta come il New England salterio o New England version. La nona edizione (1698), fu la prima a contenere anche la musica, inclusi 13 brani da A Breefe Introduction to the Skill of Musick di John Playford (London, 1654).

## Copie esistenti

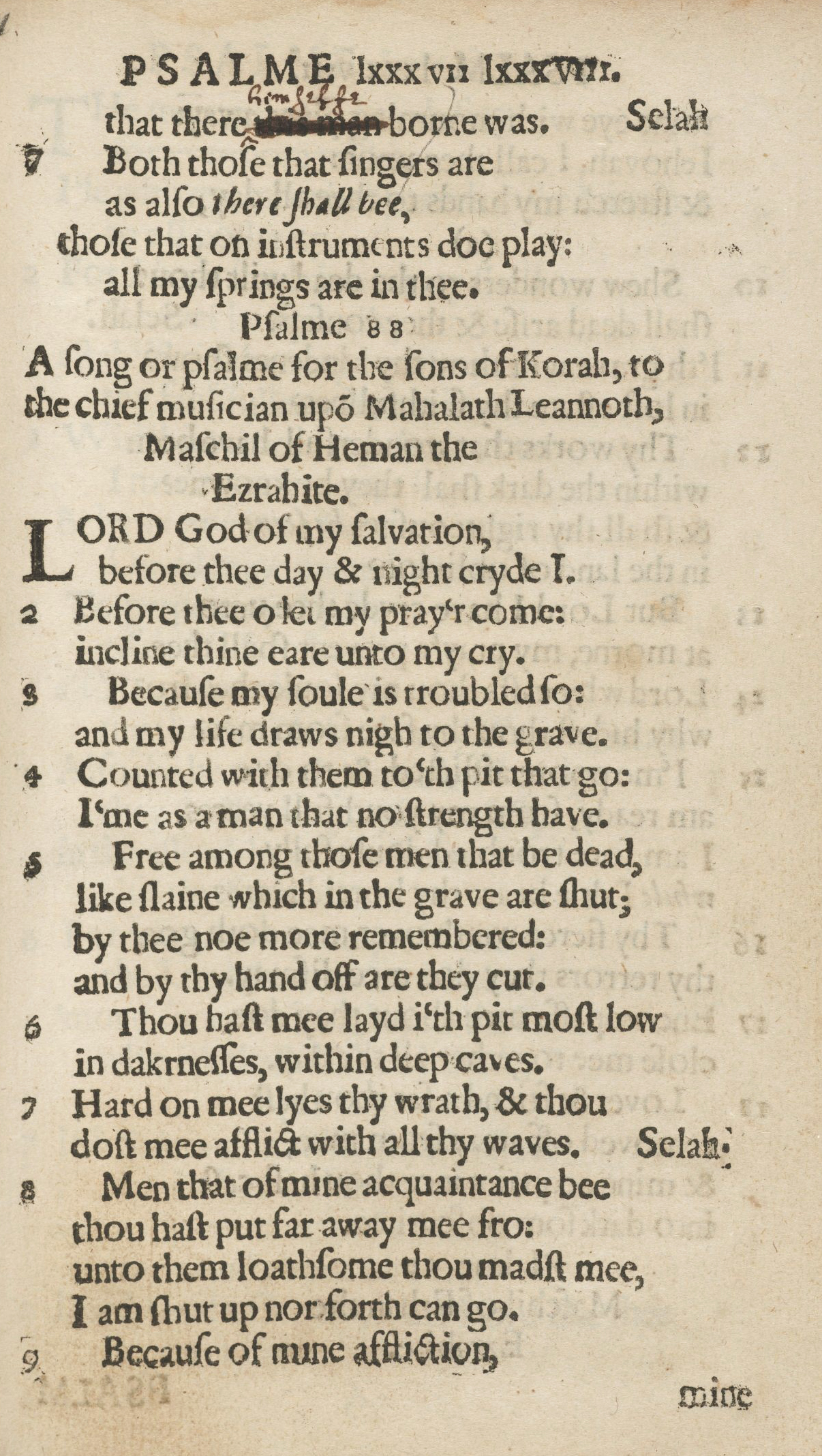
Pagina tratta dalla copia esistente presso la Huntington Library, Università di Harvard

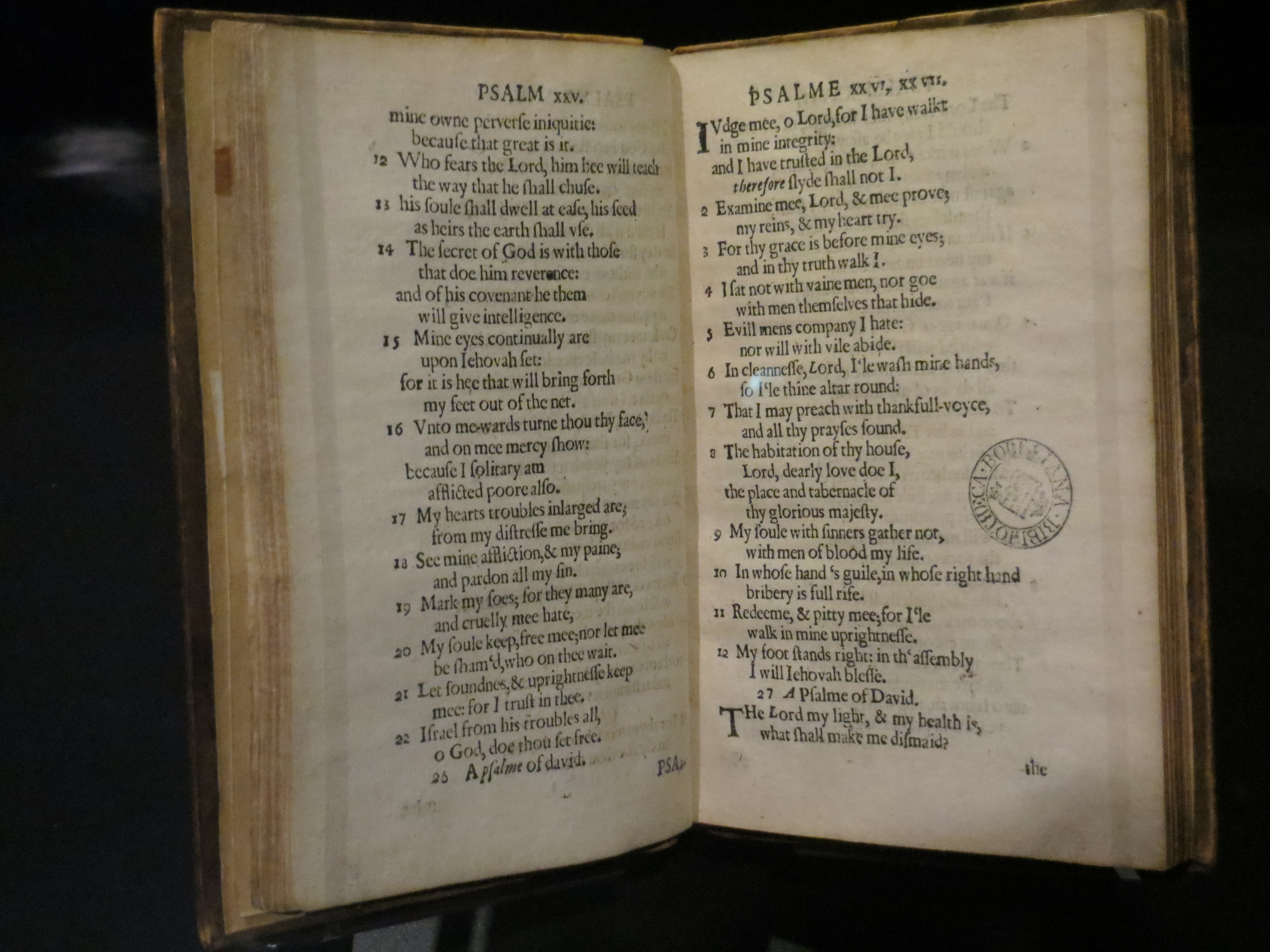
Copia del Bay Psalm Book custodito presso la Bodleian Library

Undici copie della prima edizione del Bay Psalm Book sono ancora esistenti, ma solo cinque sono complete. Solo una delle copie si trova al di fuori degli Stati Uniti. Una copia è in possesso di ognuna delle seguenti istituzioni:
- Library of Congress
- Yale University
- Harvard University, si pensa sia stata acquistata per sostituire la copia presente presso la biblioteca di Harvard, dopo la sua distruzione a causa di un incendio nel 1764.[13]
- Brown University, originariamente di proprietà di Richard Mather, uno dei traduttori, passò a Thomas Prince (possibilmente dopo la dispersione dei libri della biblioteca di Cotton Mather, nipote di Richard, nel 1728. Essa venne poi acquistata da John Carter Brown nel 1881 e donata poi alla Brown University Library nel 1901.[13]
- American Antiquarian Society
- New York Public Library
- Bodleian Library, già di proprietà del vescovo Thomas Tanner, questa copia completa faceva parte della collezione lasciata in eredità alla Bodlean Library di Oxford dopo la sua morte avvenuta nel 1735.[13] Questa è la sola copia presente ad di fuori degli Stati Uniti.
- Huntington Library
- Rosenbach Museum & Library, la copia di più recente scoperta, venne venduta nel 1933 alla Rosenbach Company per £ 150 da un tale James Weatherup di Belfast. Alcune firme indicano che la copia è stata in precedenza di proprietà di diverse persone di Belfast e Glasgow. Nel 1949, è stata, per breve tempo, rubata da parte di uno studente della UCLA come parte di una iniziazione di fraternità.[13]
- Old South Church (Boston) (presente nella Rare Book Collection della Boston Public Library)
- David Rubenstein (donata alla Duke University) (acquistata nel novembre 2013;[4] già una seconda copia posseduta da Old South Church di Boston[14])

## Prezzi di aggiudicazione all'asta
Una copia della prima edizione venne venduta, nel 1947, per $ 151 000. Un'edizione del 1648, descritta in American Book Prices Current come "Emerson Copy", venne pagata $ 15 000 il 3 maggio 1983, al New England Book Auctions di South Deerfield, Massachusetts. Il 17 settembre 2009, la Swann Galleries acquisì una nuova edizione, c. 1669–1682, assieme ad una Edinburgh Bible, per la somma di $ 57 600. Il 26 novembre 2013, Sotheby's aggiudicò una copia del 1640, di proprietà della Boston's Old South Church; venne venduta per l'incredibile prezzo di $ 14 165 000, stabilendo un nuovo record per l'aggiudicazione di un singolo libro stampato.